# Liên minh C9
Liên minh C9 (giản thể: 九校联盟; phồn thể: 九校聯盟; Hán-Việt: Cửu Giáo Liên Minh; bính âm: Jiǔxiào Liánméng) là một liên minh các trường đại học hàng đầu Trung Quốc được Chính phủ Trung Quốc lựa chọn vào năm 1998. Liên minh này được coi như một "Ivy League" của Trung Quốc.

## Danh sách cụ thể
| Đại học                                                     | Thành phố                            | Năm thành lập |
| ----------------------------------------------------------- | ------------------------------------ | ------------- |
| Đại học Phục Đán (复旦大学)                                 | Thượng Hải                           | 1905          |
| Học viện công nghệ Cáp Nhĩ Tân (哈尔滨工业大学)             | Hắc Long Giang; Sơn Đông; Quảng Đông | 1920          |
| Đại học Nam Kinh (南京大学)                                 | Nam Kinh, Giang Tô                   | 1902          |
| Đại học Bắc Kinh (北京大学)                                 | Bắc Kinh                             | 1898          |
| Đại học Giao thông Thượng Hải (上海交通大学)                | Thượng Hải                           | 1896          |
| Đại học Thanh Hoa (清华大学)                                | Bắc Kinh                             | 1911          |
| Đại học khoa học và công nghệ Trung Quốc (中国科学技术大学) | Hợp Phì, An Huy                      | 1958          |
| Đại học Giao thông Tây An (西安交通大学)                    | Tây An, Thiểm Tây                    | 1896          |
| Đại học Chiết Giang (浙江大学)                              | Hàng Châu, Chiết Giang               | 1897          |